# Dáli (Chypre)
Pour les articles homonymes, voir Dali.
Dáli (grec moderne : Δάλι), anciennement Idálion (Ιδάλιον), est une ville de Chypre, située au sud-est de la capitale Nicosie. Sa population est en 2011 de 10 466 habitants.

## Cité antique
Idalion, ou Idalium, était une cité antique située à l'emplacement de l'actuelle Dali. Sa prospérité reposait sur le commerce du cuivre au IIIe millénaire av. J.-C. Des fouilles récentes ont mis au jour d'importants bâtiments, ouverts aux visiteurs et un nouveau musée se trouve également à proximité du site. La cité antique était située dans la fertile vallée de Gialiá et y prospéra en tant que centre économique grâce à sa proximité avec les mines des contreforts orientaux du massif de Tróodos et aux villes et ports des côtes sud et est. Idalion prospéra et devint si riche qu'elle figurait parmi les 11 cités de Chypre répertoriées sur la stèle de Sargon (707 av. J.-C.) et au premier rang des dix royaumes chypriotes mentionnés sur le prisme (tablette à plusieurs faces) du roi assyrien Assarhaddon (680-669 av. J.-C.).